# Giosuè Carducci
Giosuè Carducci (Valdicastello, 1835. július 27. – Bologna, 1907, február 26.) olasz költő, klasszika-filológus, az olasz irodalom első Nobel-díjas alkotója (1906).

## Életpályája
Falusi orvos fiaként született. Diákéveiben egy szabónál lakott kosztosként és beleszeretett a házigazda tizenöt éves, Elvira nevű leányába, akit, miután Pisában (1856) oklevelet szerzett, feleségül vett (1859).
Mint az Itália egyesítéséért küzdő Szárd Királyság hívét, politikai érdemeiért Bolognában egyetemi tanárnak nevezték ki (1860), és itt tanított több mint negyven éven át.
1859-ben Garibaldit versben köszöntötte. Örült a Nemzetközi Munkásszövetség, későbbi nevén I. Internacionálé megalakulásának, ezzel kapcsolatban 1865. június 25-én a következőket írta egyik barátjának: "Alig várom, hogy valami politikai földrengés jöjjön, ami alapjaiban rázza meg ezt az Európának nevezett vén bordélyházat, s vele együtt az egész társadalmat."
Az 1860-as és az 1870-es években írta legtöbb versét, ekkor keletkezett a Himnusz a Sátánhoz (1863) című vers és a Barbár ódák versciklus (1877). Tökéletes versformákban, szabályos rímekben, ritmusban jelentkező lelkes progresszivitása lenyűgözte a korabeli közönséget, a Barbár ódákban görög mértékkel ad új ízt és hangot szabadság témájú modern verseinek.
Az élet hétköznapi témáit is klasszikus erővel dolgozta fel, mintaszerű példája ennek Az ökör című vers (1872).
Carducci mint politikus egyre inkább kapcsolódott az uralkodóház politikájához, progresszivitása fokozatosan csökkent. Úgy vélte, hogy Itália kivívott egységét az adott körülmények között csak mint monarchia őrizheti meg. Kiváló tudású tanár hírében állt, de költői vénája fokozatosan elapadt. 1890-ben szenátorrá választották.
A századfordulón már alig írt, de az a néhány tucat öregkori verse, melyeket magyarul – mások mellett – Kosztolányi tolmácsolásában is ismerünk, változatlanul bizonyítja talentumát (Alpesi dél, Szent Abbondius és egyik utolsó, háromsoros verse, a Búcsú, 1895).
Carducci erősen hatott a 20. század első évtizedében fellépett magyar költői nemzedékre.

## Művei
- Opere complete,[9] 1-30. (1939-1941)

## Magyarul
- Giosuè Carducci költeményei; ford. Zoltán Vilmos; Politzer, Bp., 1910 (Modern könyvtár)
- Dante; ford. Elek Artúr; Kultúra, Bp., 1922 (Kultúra Könyvtár)
- Giosue Carducci válogatott versei; szerk., utószó Nemeskürty István, ford. Babits Mihály et al., jegyz. Lontay László; Európa, 1961
- Carducci válogatott versei; szerk., vál. Kardos Tibor, ford. Hárs Ernő et al., életrajz, jegyz. Király Erzsébet; Móra, Bp., 1965 (A világirodalom gyöngyszemei)
- Barbár ódák / Odi barbare; ford., tan., jegyz. Simon Gyula; Eötvös, Bp., 1996 (Eötvös klasszikusok)
- Jambusok és epodoszok. Másféle rímes versek; ford. Simon Gyula; Eötvös, Bp., 2006 (Eötvös klasszikusok)
- Ritmusok és rímek / Rime e ritmi; ford. Simon Gyula;[10] Eötvös, Bp., 2009 (Eötvös klasszikusok) ISBN 963-85465-7-3[11]

## Díjak
- Irodalmi Nobel-díj (1906)